# Tettilobus gorochovi
Tettilobus gorochovi is een rechtvleugelig insect uit de familie doornsprinkhanen (Tetrigidae). De wetenschappelijke naam van deze soort is voor het eerst geldig gepubliceerd in 1992 door Podgornaya.